# 温彻斯特主教

徽章

温彻斯特主教（英語：Bishop of Winchester）是英格兰教会温彻斯特教区的主教，634年创建。其教座位于温彻斯特大教堂，官邸位于沃夫西城堡（历史上很长一段时间曾是法纳姆城堡）。历史上，温彻斯特主教是一个拥有很大政治权利的位置，英格兰的财政大臣和大法官时常由温彻斯特主教担任；此外它也是中世纪英格兰最富有的主教。温彻斯特主教现在仍会以教长的身份自动成为灵职议员，在英国上议院占有一个席位。
1533年以前，它是英格兰地位第三高的主教，整个教会中仅次于坎特伯雷大主教和约克大主教，但亨利八世后来将伦敦主教和达勒姆主教的地位调高。